# Don't Drink the Water (teatro)
Don't Drink the Water è una commedia teatrale scritta da Woody Allen nel 1966. A Broadway divenne immediatamente un grande successo, tanto da essere rappresentata nelle ambasciate americane al di là della Cortina di ferro.
Nel 1969 il regista Howard Morris girò il film Come ti dirotto il jet, basato sulla sceneggiatura dell'opera. La versione cinematografica, però, lasciò Allen insoddisfatto, al punto da portarlo, venticinque anni dopo, a dirigere lui stesso una nuova versione per la televisione, Don't Drink the Water, prodotta dalla ABC.